# Aironi Basket Novara
L'Aironi Basket Novara è stata una squadra di pallacanestro della città di Novara.

## Storia
Novara, dopo aver perso una finale scudetto nel 1924 con la Cairoli Novara contro l'ASSI Milano e dopo l'avventura effimera con Manner Novara (società di A2 trasferita da Genova nell'anno 1978 ma subito retrocessa al termine della stagione 1978-79) arriva alla Legadue con la promozione dalla B1 del Borgomanero. La formazione allora presieduta da Giuseppe Pironi e sponsorizzata Cimberio, una volta promossa in B1 nel 1998 aveva trasferito la propria sede di gioco al Palasport Dal Lago di Novara nell'annata 1998-99 per l'impossibilità di giocare a Borgomanero nel piccolo e poco capiente  palazzetto di via Cadorna. Dal punto di vista formale, il trasferimento di sede definitivo è avvenuto nel 2002 quando è stata assunta la denominazione Aironi Basket Novara. Al primo anno di LegAdue, ancora sotto la denominazione di C.S. Borgomanero Basket Club, la squadra si piazza sorprendentemente al quarto posto in stagione regolare, grazie alle prodezze di Horace Jenkins, Marc Salyers e Damon Thornton portati a Novara da coach Federico Danna. L'anno successivo, dopo l'assunzione della denominazione Aironi Basket Novara, però, la squadra si piazza penultima in LegAdue e retrocede in B d'Eccellenza, salvo poi essere ripescata in conseguenza ai fatti determinati dalla cancellazione dal campionato italiano di A1 della Virtus presieduta da Madrigali. Novara si trova quindi ad inseguire, inserendo giocatori importanti su un gruppo fatto per la B: Massimiliano Monti e Sean Colson. La salvezza arriva a tre giornate dalla fine.
Negli anni successivi Novara, sempre abbinata al generoso patron Renzo Cimberio, continua la militanza nelle zone medio-alte della LegADue, con un picco nel 2005, quando viene sconfitta in semifinale 3-2 dalla Montegranaro.
Nell'anno 2006-07 gli Aironi Novara, al termine di una stagione completamente negativa, giungono all'ultimo posto del campionato di Legadue retrocedendo in Serie B d'Eccellenza.
Tuttavia, nel capoluogo novarese il basket rimane in Legadue grazie al discusso trasferimento della società Basket Draghi della vicina Castelletto Ticino nella città gaudenziana.

## Formazioni
- Aironi Basket Novara 2006-2007